# Euamiana contrasta
Euamiana contrasta là một loài bướm đêm trong họ Noctuidae.